# Eurydactylodes symmetricus
Espèce
Synonymes
- Eurydactylus symmetricus Andersson, 1908

Statut de conservation UICN

 EN B1ab(ii,iii,iv,v) : En danger
Eurydactylodes symmetricus est une espèce de geckos de la famille des Diplodactylidae.

## Répartition
Cette espèce est endémique du Sud de la Nouvelle-Calédonie.

## Description
Le corps est assez fin. On trouve des petites écailles saillantes et arrondies au niveau de la nuque. Pour le reste, les écailles sont relativement grosses. La coloration est gris-rouge, avec des bandes transversales sombres. Ce gecko a une queue préhensile qui représente près de la moitié de la taille totale, et il peut émettre une substance nauséabonde lorsqu'il est dérangé.

## Publication originale
- Andersson, 1908 : Two new lizards (Eurydactylus and Lygosoma) from New Caledonia. Arkiv för Zoologi, Utgivet Av Kongliga Svenska Vetenskapsakademien, Stockholm, vol. 4, p. 1-5 (texte intégral).